# Terra Foundation for American Art
Die Terra Foundation for American Art ist eine 1978 durch den Unternehmer und Kunstsammler Daniel J. Terra gegründete Stiftung. Sie hat ihren Sitz in Chicago und widmet sich der Kunst der Vereinigten Staaten seit der Kolonialzeit. Die Stiftung besitzt eine bedeutende Kunstsammlung und verfügte zeitweilig über zwei eigene Museen. Heute stellt sie anderen Museen Kunstwerke als Leihgabe zur Verfügung und unterhält ein umfangreiches Bildungs- und Stipendienprogramm.

## Geschichte
Anfang der 1970er Jahre erwarb der Unternehmer Daniel J. Terra für seine Privatsammlung erste Werke amerikanischer Kunst. Seine schnell wachsende Sammlung übertrug er 1978 in die Terra Foundation for American Art, deren Ziel es ist, die Kunst der Vereinigten Staaten seit der Kolonialzeit zu sammeln, zu erforschen und der Öffentlichkeit zu zeigen. Zur Präsentation der Sammlung wurde 1980 das Terra Museum of American Art gegründet, das sich zunächst in Evanston, einem nördlichen Vorort von Chicago, befand. 1987 bezog das Museum größere Räume an der Magnificent Mile im Stadtzentrum von Chicago. Im selben Gebäude an der East Erie Street Nr. 120 Ecke North Michigan Avenue befindet sich auch der Sitz der Terra Foundation for American Art. Ein zweites Museum, das Musée d’Art Américain, wurde 1992 als europäischer Standort in Giverny, dem letzten Wohnort des französischen Malers Claude Monet, eröffnet. Dort hatte sich Ende des 19. Jahrhunderts eine amerikanische Künstlerkolonie gebildet, deren Werke einen Sammlungsschwerpunkt der Terra Foundation of American Art bilden. Nach dem Tod des Stiftungsgründers Daniel J. Terra bestanden beide Museen zunächst weiter fort und zeigten eine rege Ausstellungstätigkeit. 2004 schloss das Terra Museum of American Art in Chicago, Ende 2008 kam es auch zur Schließung des Musée d’Art Américain in Giverny. Seit 2009 dient das neugegründete Terra Foundation Paris Centre als europäischer Stützpunkt der Terra Foundation for American Art, während in Chicago weiterhin der Hauptsitz der Stiftung ist und von dort die amerikanischen Programme koordiniert werden. Darüber hinaus wird von Chicago aus der Verleih von Kunstwerken organisiert.

## Aktivitäten der Stiftung

### Chicago
Die Terra Foundation of American Art unterhält am Standort Chicago ein umfangreiches Bildungsprogramm. Mit den Chicago K–12 Education Grants fördert die Stiftung den Kunstunterricht in Chicagos Schulen, indem Lehrmaterialien für den Kunstunterricht zur Verfügung gestellt werden und Lehrer Weiterbildungen erhalten. Parallel dazu gibt es mit den Chicago Public Program Grants ein Bildungsprogramm für Erwachsene. Diese Bildungsangebote sollen das Verständnis für amerikanische Kunst in breiten Bevölkerungskreisen fördern.
Weiterhin vergibt die Terra Foundation of American Art Stipendien an Wissenschaftler und Studenten, die sich mit Kunst der Vereinigten Staaten beschäftigen. Gefördert werden Vorträge, Symposien, Forschungsarbeiten und Publikationen. Mit Exhibition Grants unterstützt die Terra Foundation of American Art durch finanzielle Zuschüsse verschiedene Museen bei der Durchführung von Ausstellungen. Zudem wird vom Sitz der Terra Foundation of American Art der Verleih von Kunstwerken aus der eigenen Sammlung organisiert. Ein Teil der Sammlung befindet sich als Dauerleihgabe im Art Institute of Chicago.

### Frankreich
Auch nach der Schließung des Musée d’Art American in Giverny ist die Terra Foundation for American Art weiterhin in Europa aktiv. Das 2009 eröffnete Terra Foundation Paris Centre koordiniert akademische Programme, Ausstellungen und Partnerschaften der Stiftung in Europa. Der Pariser Sitz befindet sich im Hôtel Lévis-Mirepoix in der Rue de Lille Nr. 121, dem Sitz der Fondation Custodia des Kunsthistorikers Frits Lugt. Beide Institutionen verfügen über bedeutende Präsenzbibliotheken und nutzten hierfür einen gemeinsamen Lesesaal. Die Bibliothek der Terra Foundation for American Art ist die einzige Fachbibliothek in Europa, die sich ausschließlich der Kunst der Vereinigten Staaten widmet. Sie umfasst thematisch den Zeitraum vom 18. Jahrhundert bis 1980, der Schwerpunkt liegt auf Kunst des 19. und beginnende 20. Jahrhunderts. Die Bibliothek verfügt über 10.000 englischsprachige Bände und steht Interessierten kostenlos zur Verfügung.
In Giverny besitzt die Terra Foundation for American Art mehrere Gebäude – beispielsweise die Häuser Mansuy und Champrenault – in denen sich seit 2001 Künstler und Wissenschaftler zu Konferenzen, Künstlerworkshops und Veranstaltungen wie der Terra Summer Residency treffen. Ziel dieser Veranstaltungen ist die Erforschung und Förderung der amerikanischen Kultur und die wissenschaftliche Zusammenarbeit zwischen Europa und den Vereinigten Staaten. Hierzu vergibt die Terra Foundation for American Art Forschungs- und Lehrstipendien.

## Kunstsammlung der Terra Foundation for American Art
1971 legte Daniel J. Terra mit dem Erwerb erster Werke des Malers John Singer Sargent den Grundstock für seine Sammlung amerikanischer Kunst. In den Folgejahren trug er – zunächst als Privatsammlung – weitere Werke zusammen; seit 1978 sind diese Werke in der Sammlung der Terra Foundation for American Art zusammengefasst. Auch nach dem Tod des Stiftungsgründers ist die Sammlung nicht abgeschlossen, sondern wird von der Terra Foundation for American Art kontinuierlich ausgebaut. 2019 verfügte sie über rund 800 Gemälde, Drucke, Zeichnungen Fotografien und Skulpturen, die von 235 verschiedenen Künstlern stammen.

### Frühe amerikanische Malerei
Die frühesten Werke in der Sammlung der Terra Foundation of American Art stammen aus der Kolonialzeit vor der Unabhängigkeit der Vereinigten Staaten und aus den ersten Jahren nach ihrer Gründung. Gemälde dieser Zeit sind beispielsweise das um 1770 im Stil der englischen Bildnismalerei entstandene Portrait of Mrs. John Stevens von John Singleton Copley, das nach 1824 gemalte Porträt des Präsidenten George Washington von Rembrandt Peale oder das Bildnis einer Frau (möglicherweise Clarissa Gallond Cook) vor einer Hafenstadt des Malers Erastus Salisbury Field von 1838. Eine idyllische Landschaft zeigt William Groombridge in seiner Darstellung View of a Manor House on the Harlem River, New York von 1793. An niederländische Genremalerei erinnert die 1814 entstandene Alltagsszene Blind Man's Buff des aus Württemberg stammenden Malers John Lewis Krimmel. Ein Höhepunkt der Sammlung bildet das 1831–33 gemalte Bild Gallery of the Louvre des später auch als Erfinder erfolgreichen Samuel F. B. Morse. Er zeigt mit der Innenansicht der Pariser Louvre nicht nur thematisch ein Motiv aus Europa, sondern unterstreicht damit auch, wie sehr die frühen amerikanischen Maler in Europa ihre Vorbilder suchten.

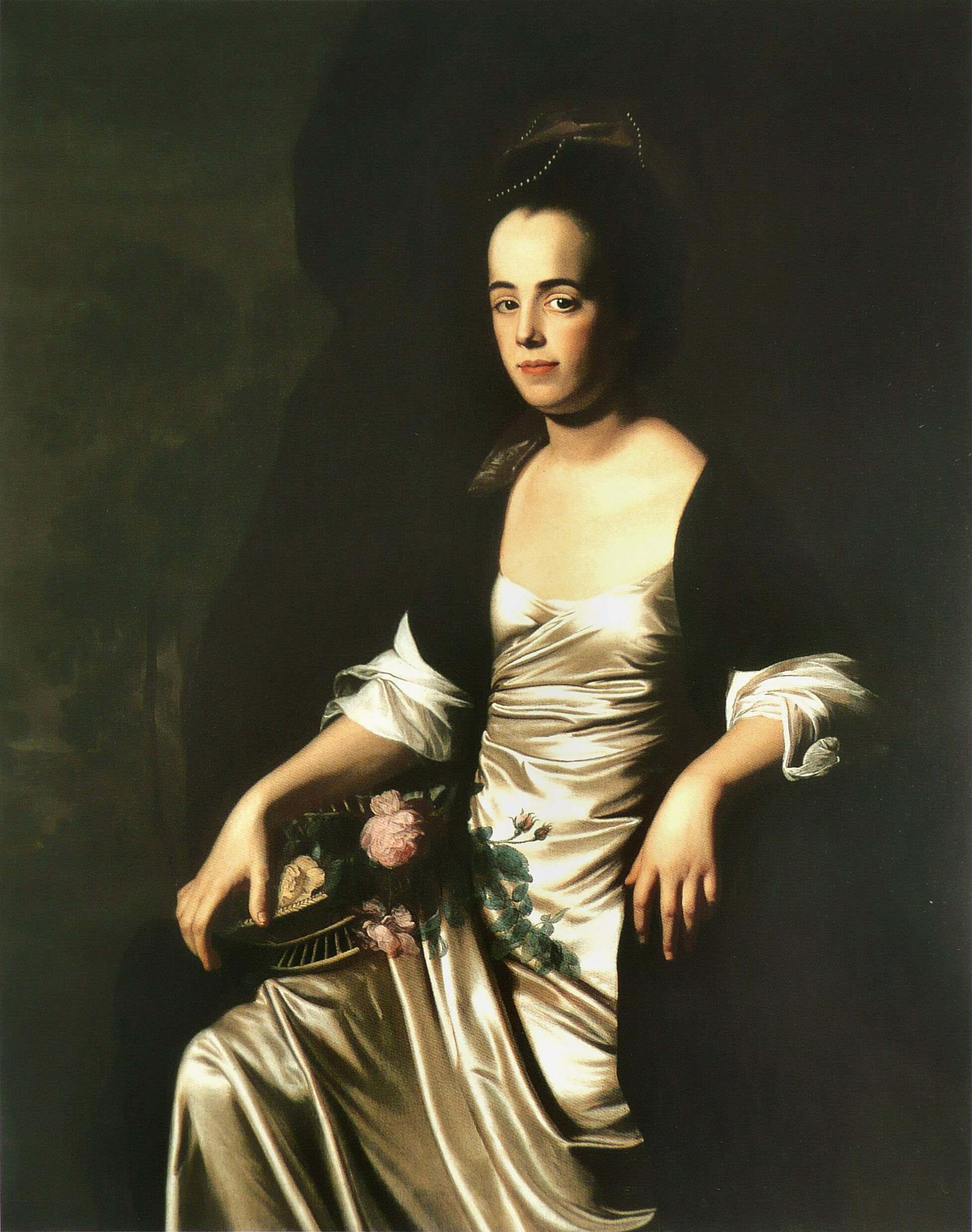
John Singleton Copley: Portrait of Mrs. John Stevens
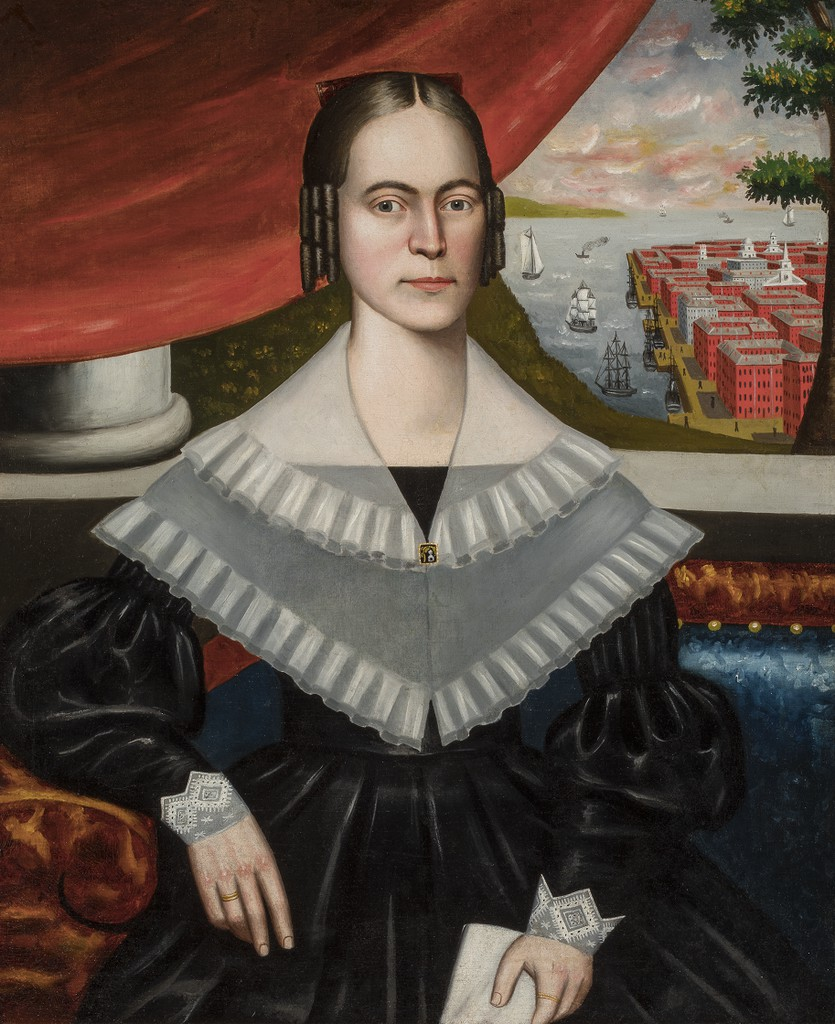
Erastus Salisbury Field: Bildnis einer Frau (möglicherweise Clarissa Gallond Cook) vor einer Hafenstadt
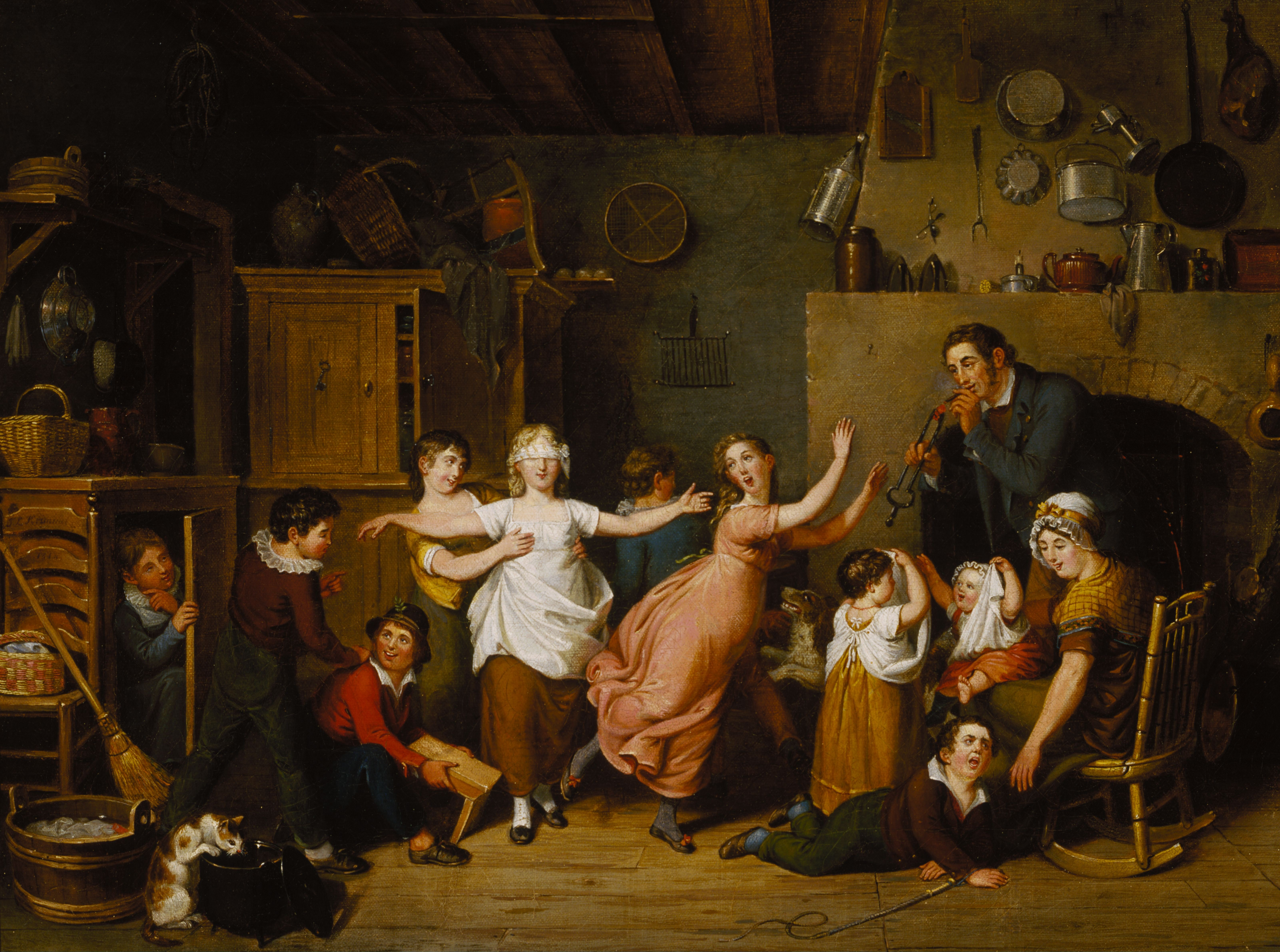
John Lewis Krimmel: Blind Man's Buff
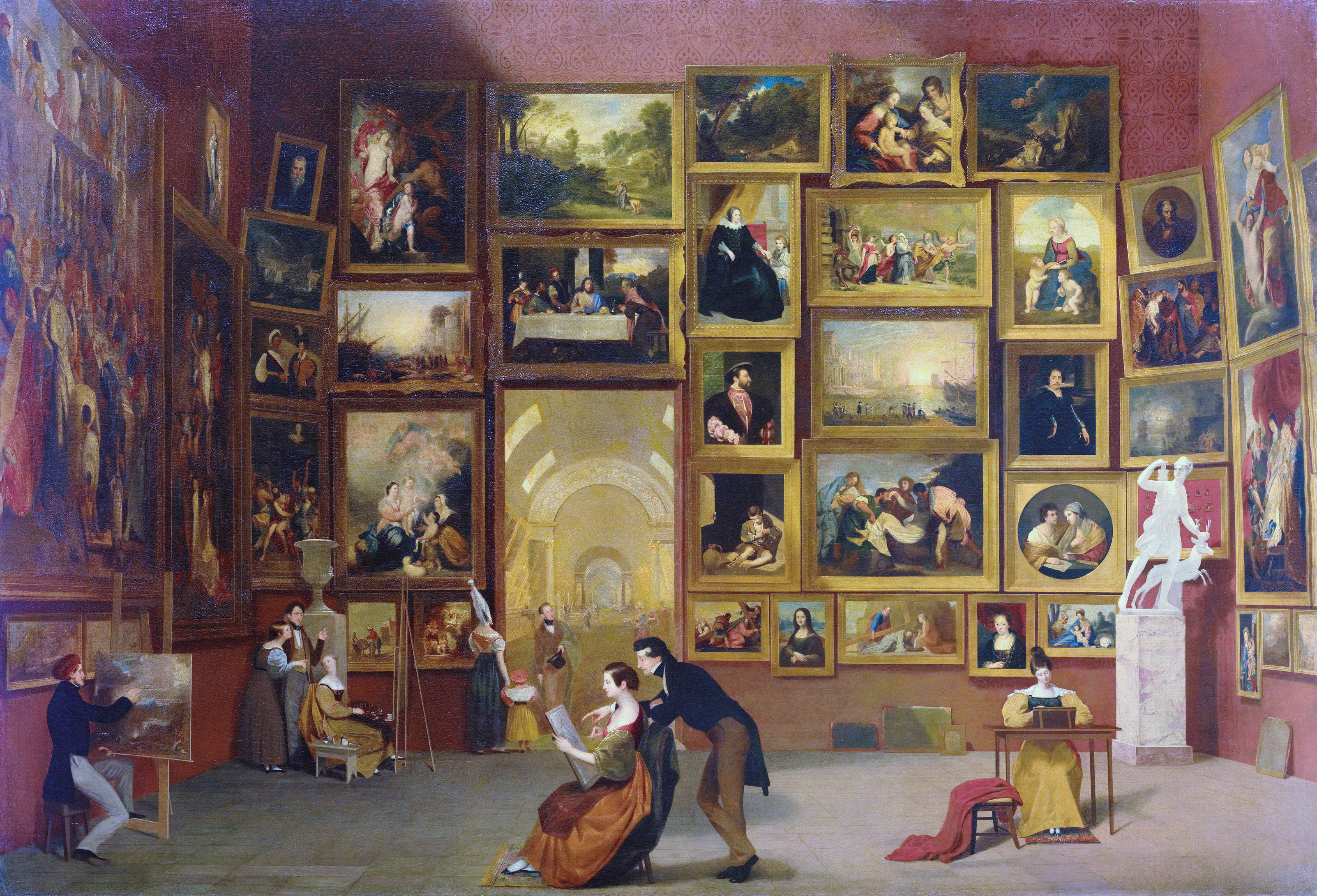
Samuel F. B. Morse: Gallery of the Louvre

### Landschaftsmalerei der Hudson River School
Die Hudson River School stellt die erste große Malerbewegung der Vereinigten Staaten dar. Von europäischer Landschaftsmalerei beeinflusst, suchten die Maler ihre Motive auf dem amerikanischen Kontinent und verklärten sie meist in romantischer Manier. Ein frühes Beispiel ist das von einer Romanvorlage beeinflusste Motiv Landscape with Figures: A Scene from "The Last of the Mohicans" von Thomas Cole aus dem Jahr 1826. Spätere Motive zeigen häufig eine weite menschenleere und paradiesisch wirkende Landschaft in harmonischer Farbgebung. Beispiele hierfür sind Almy Pond, Newport von John Frederick Kensett, Autumn Afternoon, the Wissahickon von Thomas Moran, Brace's Rock, Brace's Cove von Fitz Henry Lane, Hunter Mountain, Twilight von Sanford Robinson Gifford, Paradise Valley von John La Farge und Newburyport Marshes: Approaching Storm von Martin Johnson Heade. Die Erkundung des Landes durch die Maler wird dabei durch immer entferntere Motive deutlich, wie die Motive The Sidewheeler "The City of St. Paul" on the Mississippi River, Dubuque, Iowa von Alfred Thompson Bricher und The Iceberg von Frederic Edwin Church zeigen. Nur selten mischt sich die Landschaftsmalerei mit einem patriotischer Aussage, wie in Our Banner in the Sky von Frederic Edwin Church, das 1861 zu Beginn des Amerikanischen Bürgerkrieges entstand und die Flagge der Vereinigten Staaten symbolreich am Himmel erscheinen lässt.

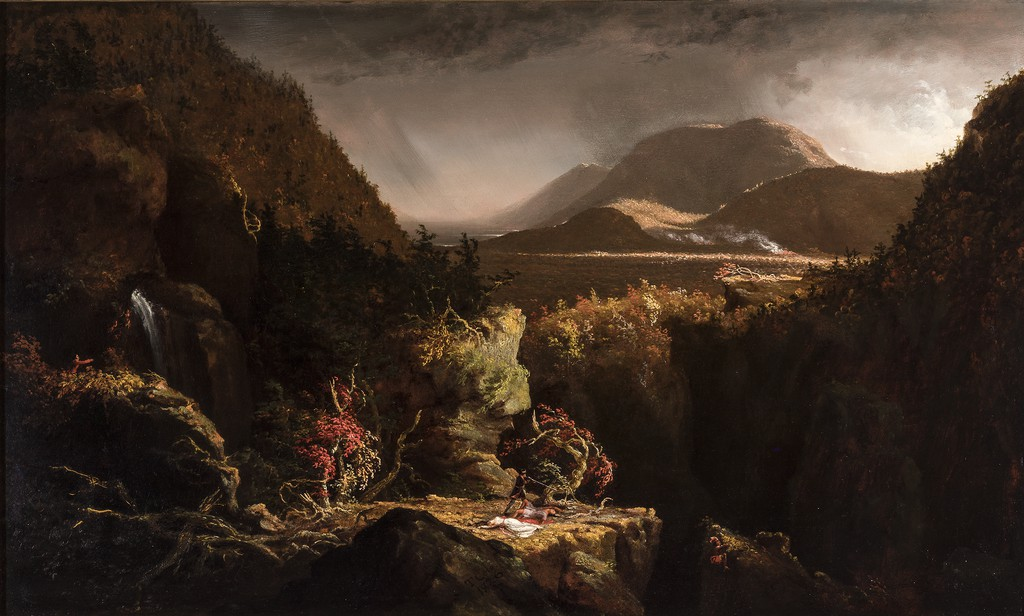
Thomas Cole: A Scene from The Last of the Mohicans
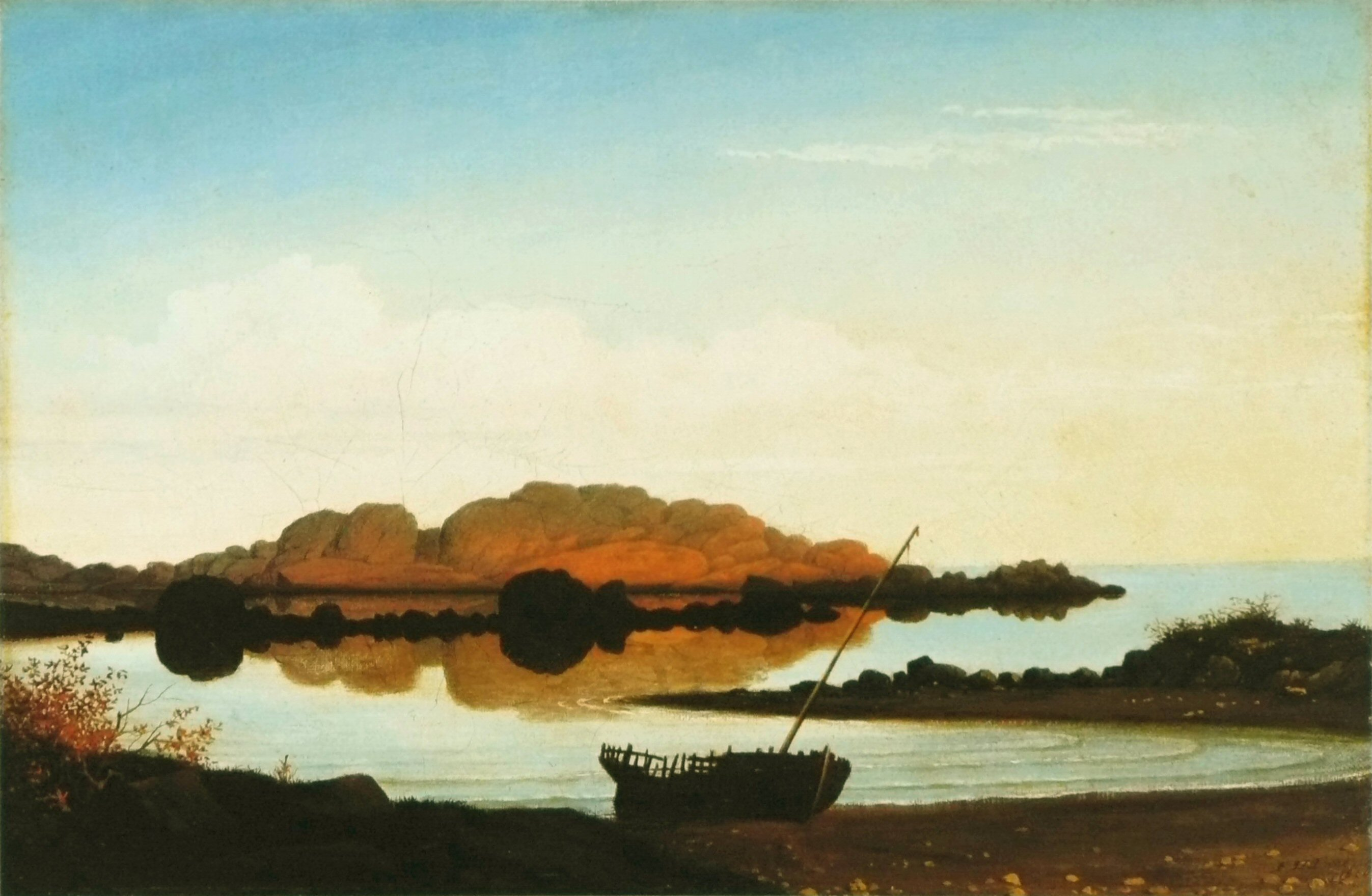
Fitz Henry Lane: Brace's Rock, Brace's Cove
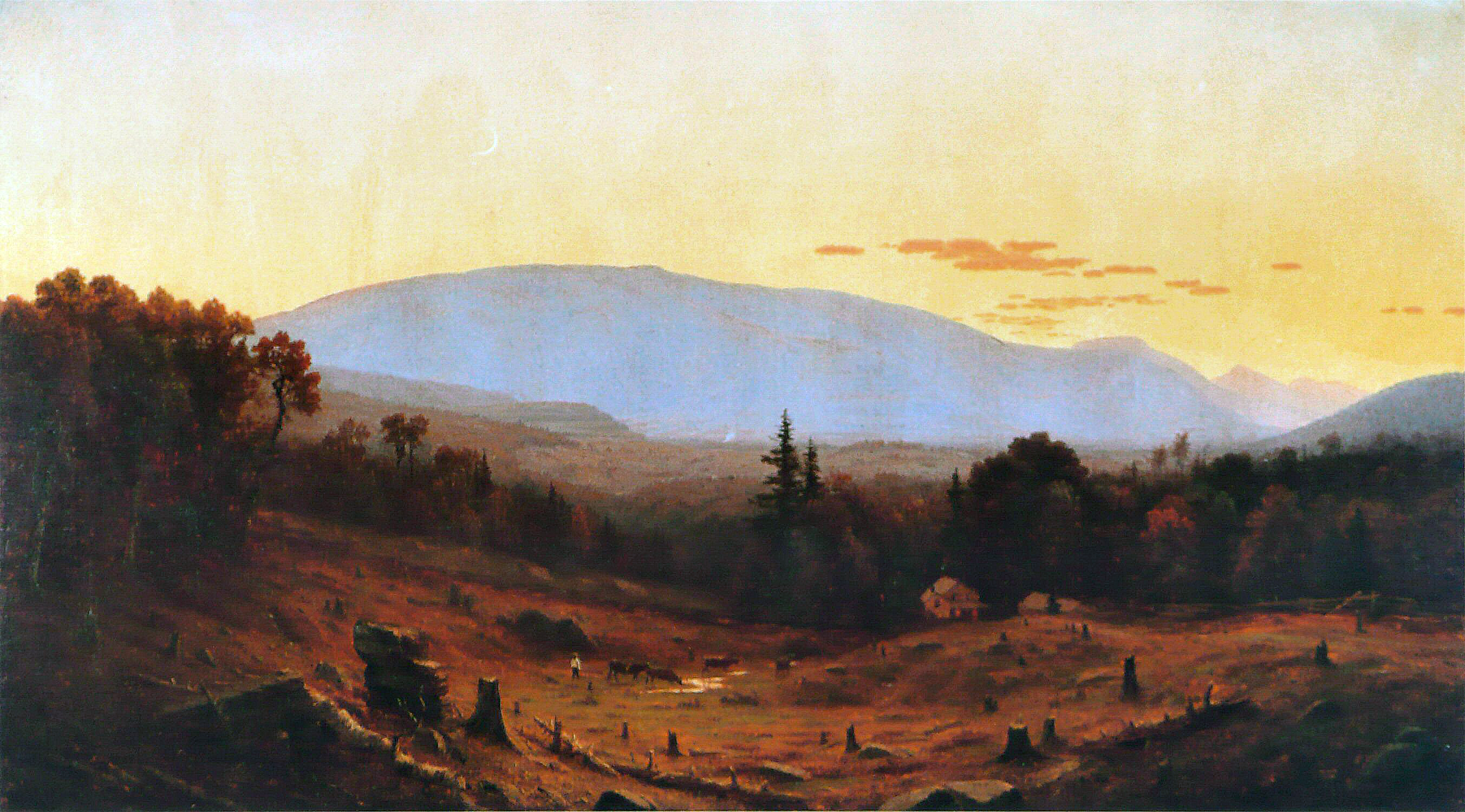
Sanford Robinson Gifford: Hunter Mountain, Twilight
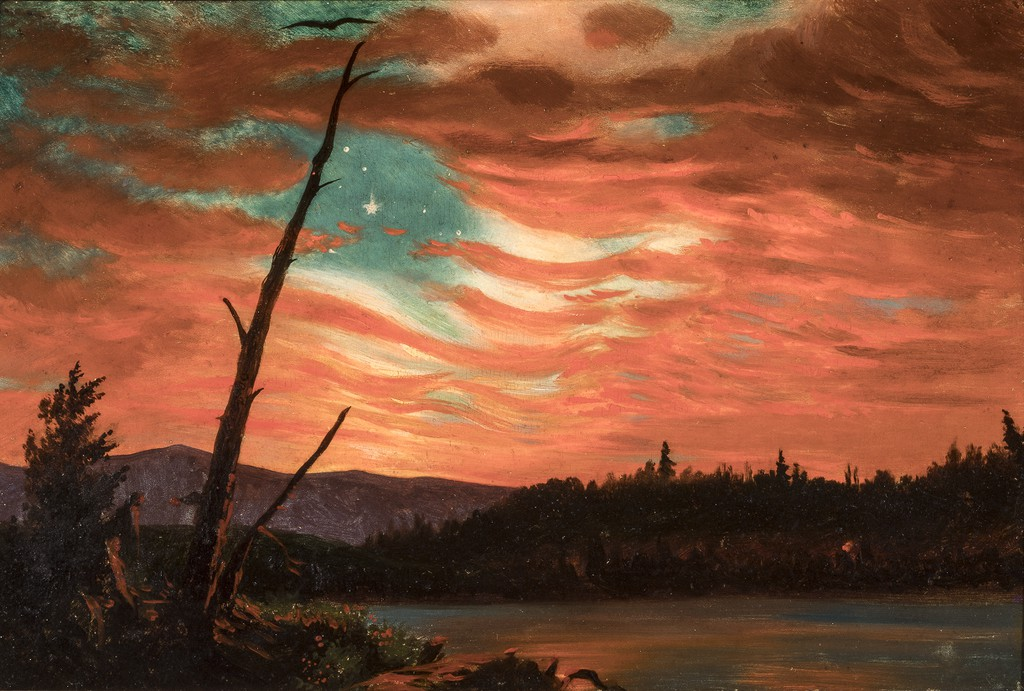
Frederic Edwin Church Our Banner in the Sky

### Genre- und Stilllebenmalerei
Die amerikanische Genremalerei des 19. Jahrhunderts ist in der Sammlung Terra mit verschiedenen Beispielen vertreten. So gibt es Darstellungen eines häuslichen Familienidylls in Werken wie Fiddling His Way von Eastman Johnson und The Blind Fiddler von John Lewis Krimmel. Das einfache Leben der ländlichen Bevölkerung findet sich in Bildern wie Apple Picking und The Whittling Boy von Winslow Homer, The Yankee Pedlar von Thomas Waterman Wood oder The Jolly Flatboatmen von George Caleb Bingham. Das Gemälde Ships Unloading, New York von Samuel Colman zeigt hingegen eine städtische Szene. Darüber hinaus gibt es verschiedene Beispiele der amerikanischen Stilllebenmalerei des 19. Jahrhunderts. Hierzu gehören klassische Motive wie Harvest of Cherries von Robert Spear Dunning und Still Life with Apple Blossoms in a Nautilus Shell von Martin Johnson Heade. Darüber hinaus gibt es Werke im Trompe-l’œil-Stil wie One Dollar Bill von John Haberle und Old Time Letter Rack von John Frederick Peto.

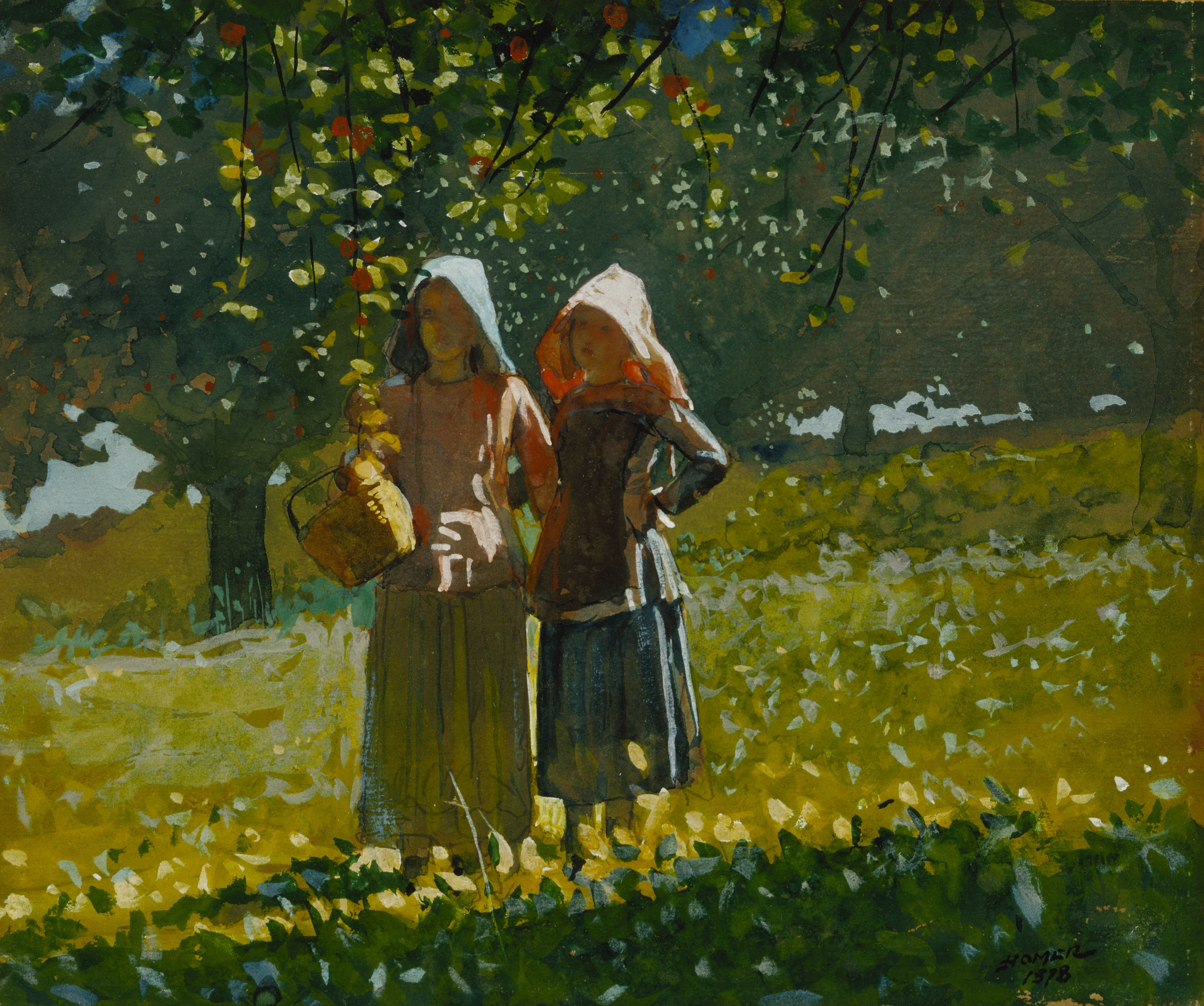
Winslow Homer: Apple Picking
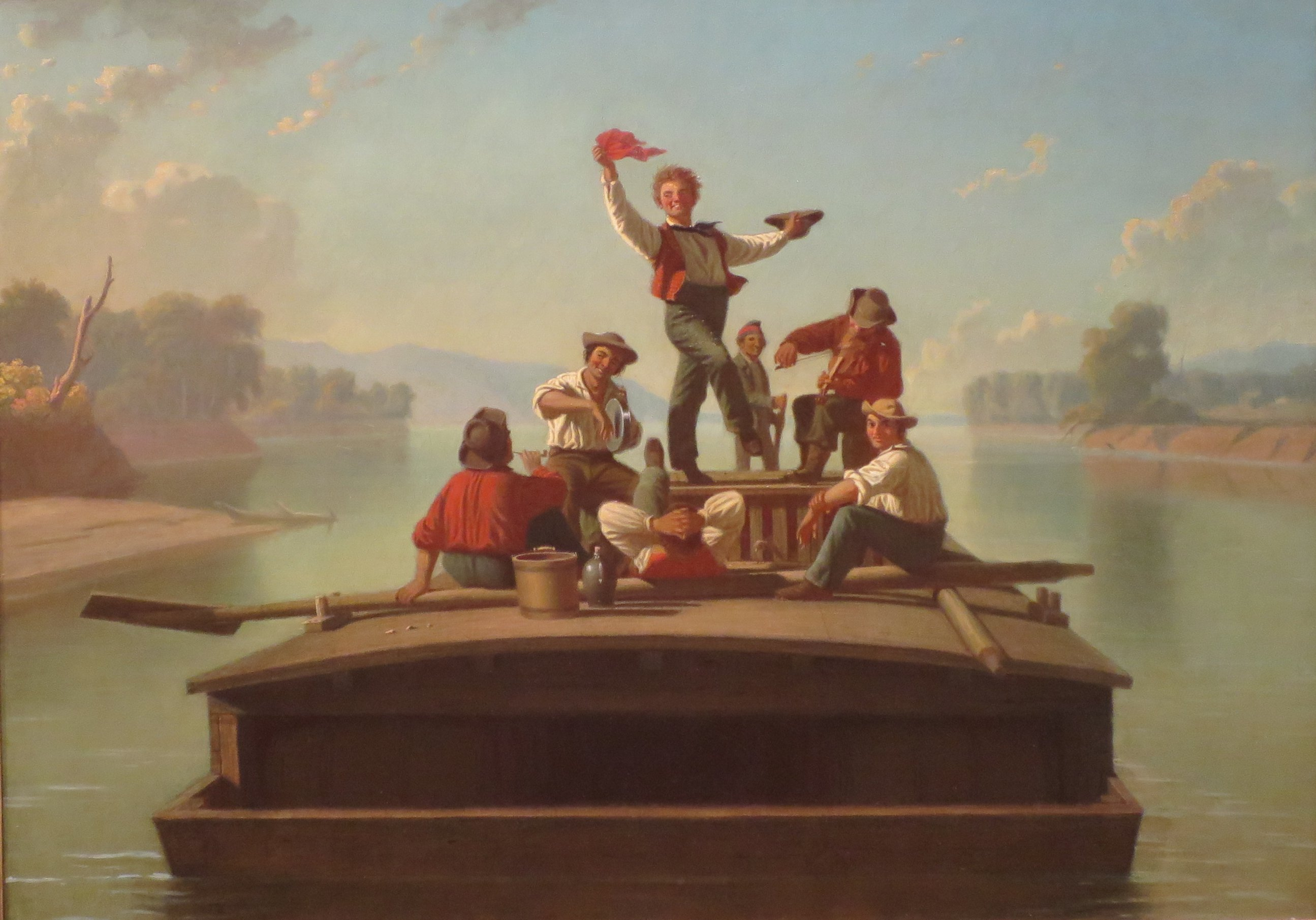
George Caleb Bingham: The Jolly Flatboatmen
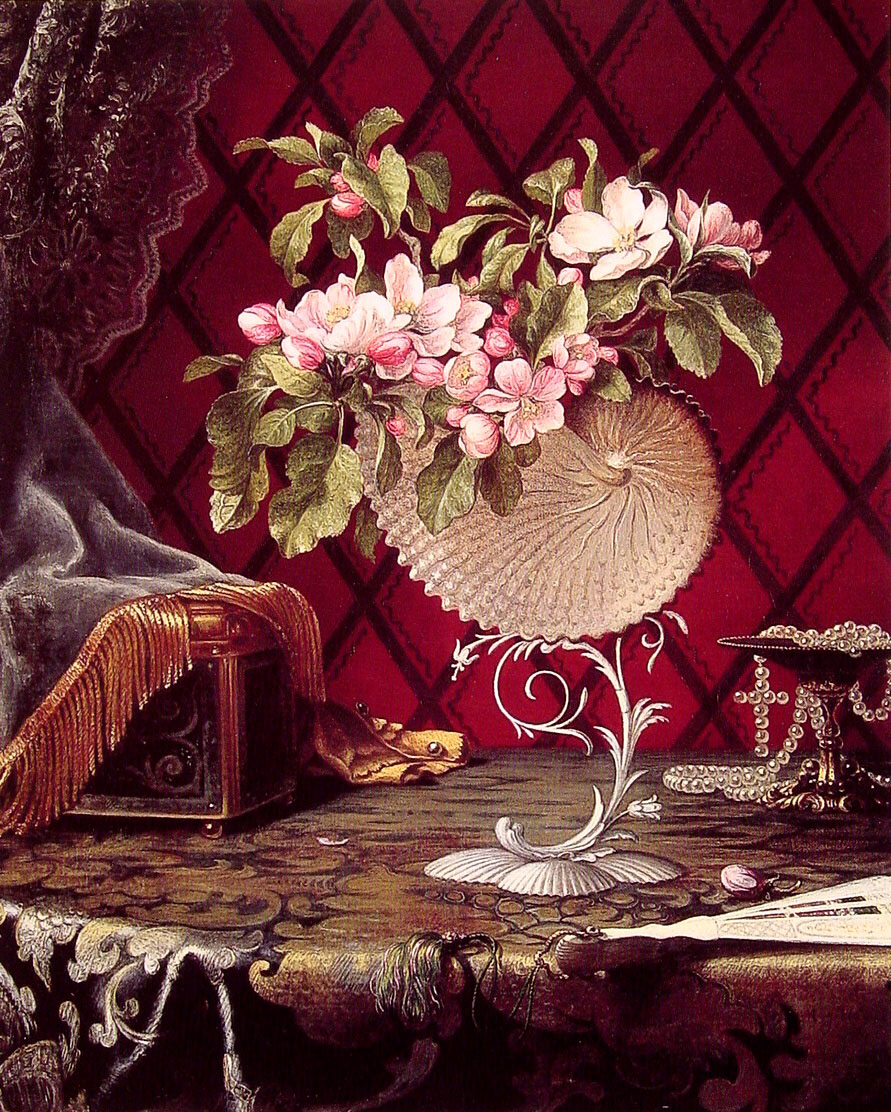
Martin Johnson Heade: Still Life with Apple Blossoms in a Nautilus Shell
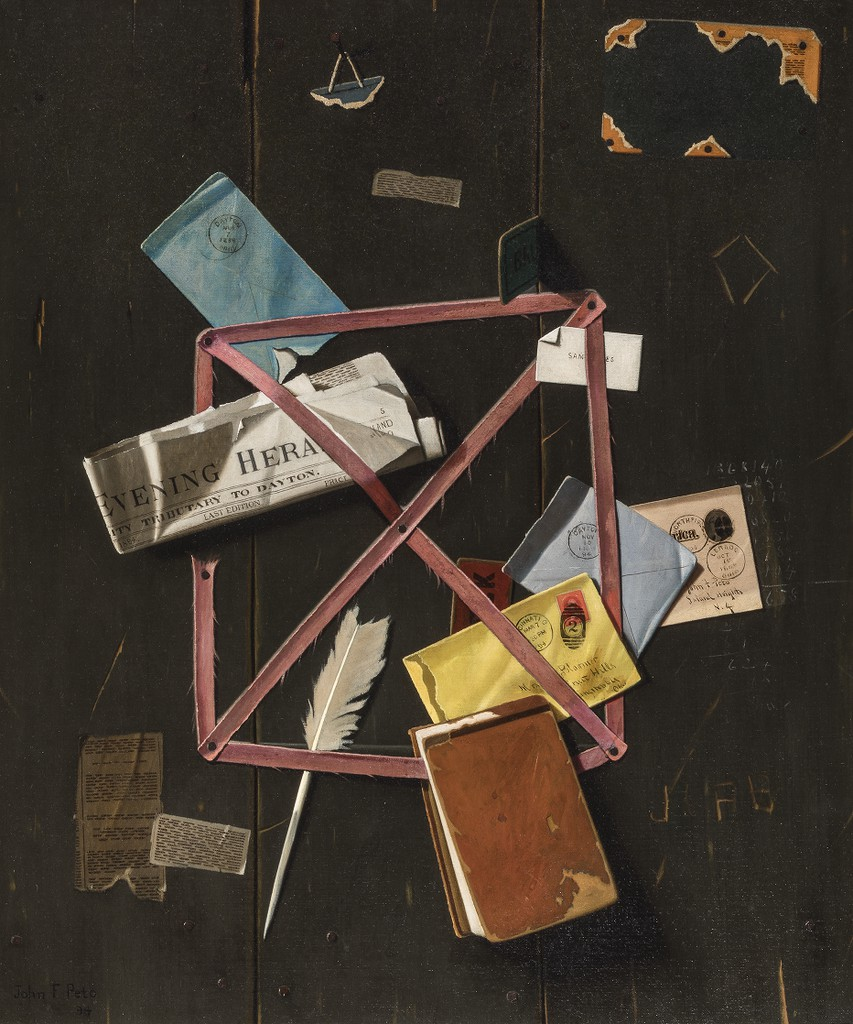
John Frederick Peto: Old Time Letter Rack

### Gilded Age
Das letzte Viertel des 19. Jahrhunderts und die ersten Jahre des 20. Jahrhunderts werden in den Vereinigten Staaten auch als Gilded Age bezeichnet. Neben der technischen Entwicklung und dem gesellschaftlichen Veränderungen dieser Zeit, stellt diese Epoche auch in der bildenden Kunst einen bedeutenden Abschnitt dar. Die amerikanischen Maler waren von den neuen künstlerischen Entwicklungen in Europa, insbesondere in Frankreich beeinflusst. Anschauliches Werk hierfür ist die Darstellung Dennis Miller Bunker Painting at Calcot des vor allem als Porträtmaler bekannten John Singer Sargent. Der überwiegend in Europa lebende Sargent zeigt in diesem Bild seinen Kollegen Dennis Miller Bunker bei der Pleinairmalerei, die typisch ist für die Maler der Schule von Barbizon und des nachfolgenden Impressionismus. Die aus Philadelphia stammende Mary Cassatt lebte seit 1874 in Frankreich und schloss sich dort den Malern des Impressionismus an und stellte gemeinsam mit ihnen aus. Ihr in der Sammlung Terra befindliches Gemälde Summertime zeigt junge Frauen in einem Ruderboot. Die Darstellung solcher Freizeitbeschäftigungen ist ein beliebtes Motiv dieser Zeit. In Lotus Lilies von Charles Courtney Curran ist ein ähnliches Motiv zu sehen. Andere Formen der Freizeitbeschäftigung sind zum Beispiel ein Landausflug in In the Orchard von Edmund Charles Tarbell oder eine Strandszene in Morning at Breakwater, Shinnecock von William Merritt Chase. Tarbell und Chase waren Mitglieder der Künstlergruppe Ten American Painters, von denen es weitere Werke in der Sammlung gibt. Hierzu gehören Havana Harbor von Willard Metcalf, Portrait of a Lady Holding a Rose von Thomas Wilmer Dewing und Winter Landscape von John Henry Twachtman. Zur Gruppe gehörte zudem Childe Hassam, ein Hauptvertreter des amerikanischen Impressionismus. Zwei seiner Straßenszenen verdeutlichen wie er Motive aus Frankreich in die Vereinigten Staaten übertrug. So schilderte er 1887 in Une Averse—rue Bonaparte eine Pariser Straßenansicht und wiederholt die Thematik drei Jahre später im Gemälde Horse Drawn Cabs at Evening, New York. Darüber hinaus finden sich ähnliche Motive im Sonnenlicht wie Commonwealth Avenue, Boston oder das Horticulture Building, World's Columbian Exposition, Chicago. Deutlich vom Franzosen Claude Monet beeinflusst ist das Bild Morning Fog and Sun von John Leslie Breck, der Heuschober in ähnlicher Weise wie sein Vorbild malte. Er lebte teilweise am Wohnort Monets in Giverny, wo sich Ende des 19. Jahrhunderts eine amerikanische Malerkolonie gebildet hatte. Hierzu gehörten Theodore Robinson, von dem die Terra-Sammlung Blossoms at Giverny besitzt und Lilla Cabot Perry, die mit einem Selbstbildnis vertreten ist. Weitere Werke der Jahrhundertwende sind die Landschaftsbilder Brittany Town Morning, Larmor von Dennis Miller Bunker und Giverny Hillside von Guy Rose, die Stadtansicht Les Invalides, Paris von Henry Ossawa Tanner oder das spätimpressionistische Werk Lady in a Garden von Frederick Carl Frieseke. Zudem gibt es in der Sammlung Terra die beiden skizzenartigen Bilder The Zattere: Harmony in Blue and Brown und Note in Red: The Siesta von James Abbott McNeill Whistler und ein für den Maler typisches Portrait of Thomas J. Eagan von Thomas Eakins.

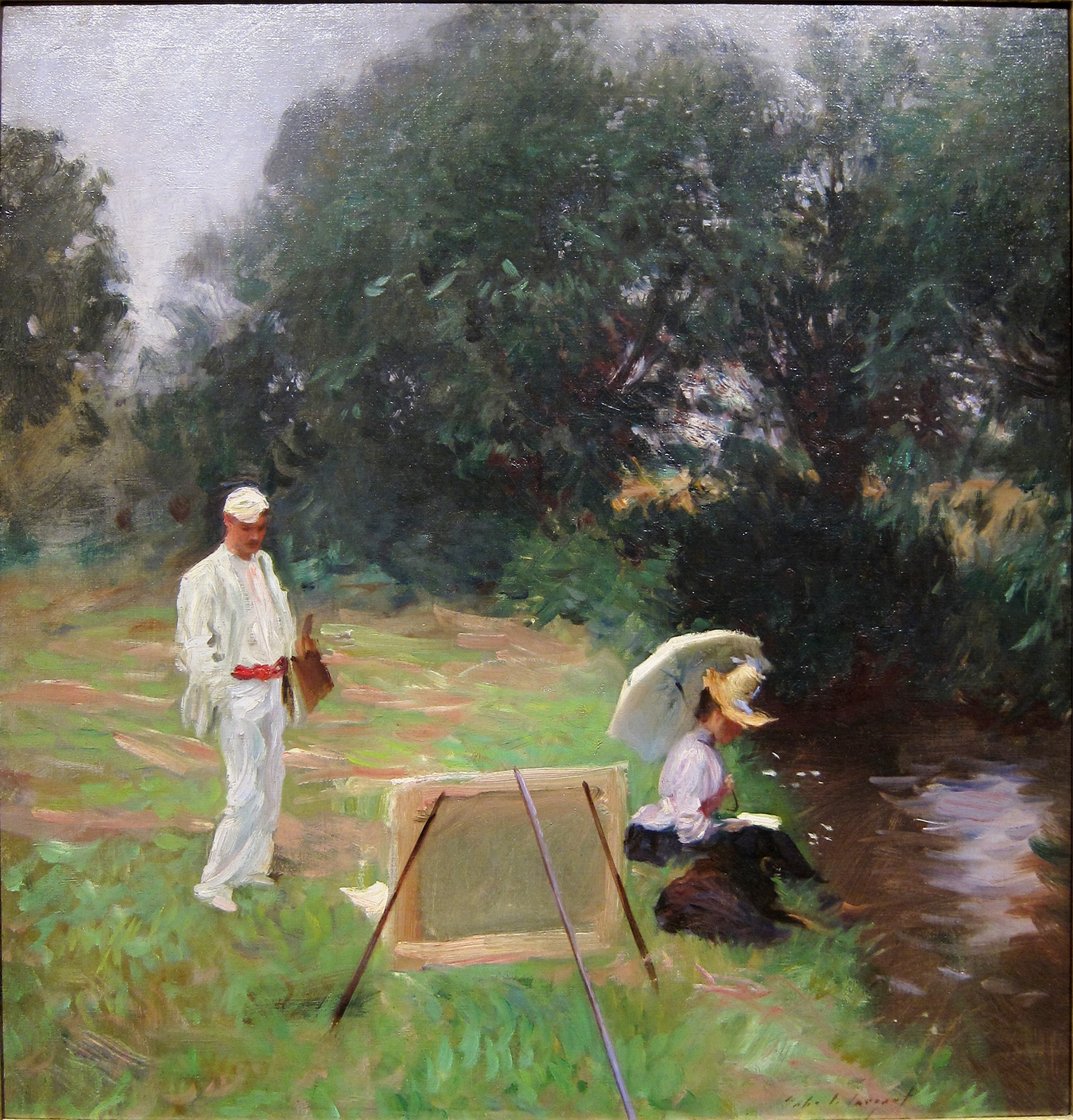
John Singer Sargent: Dennis Miller Bunker Painting at Calcot
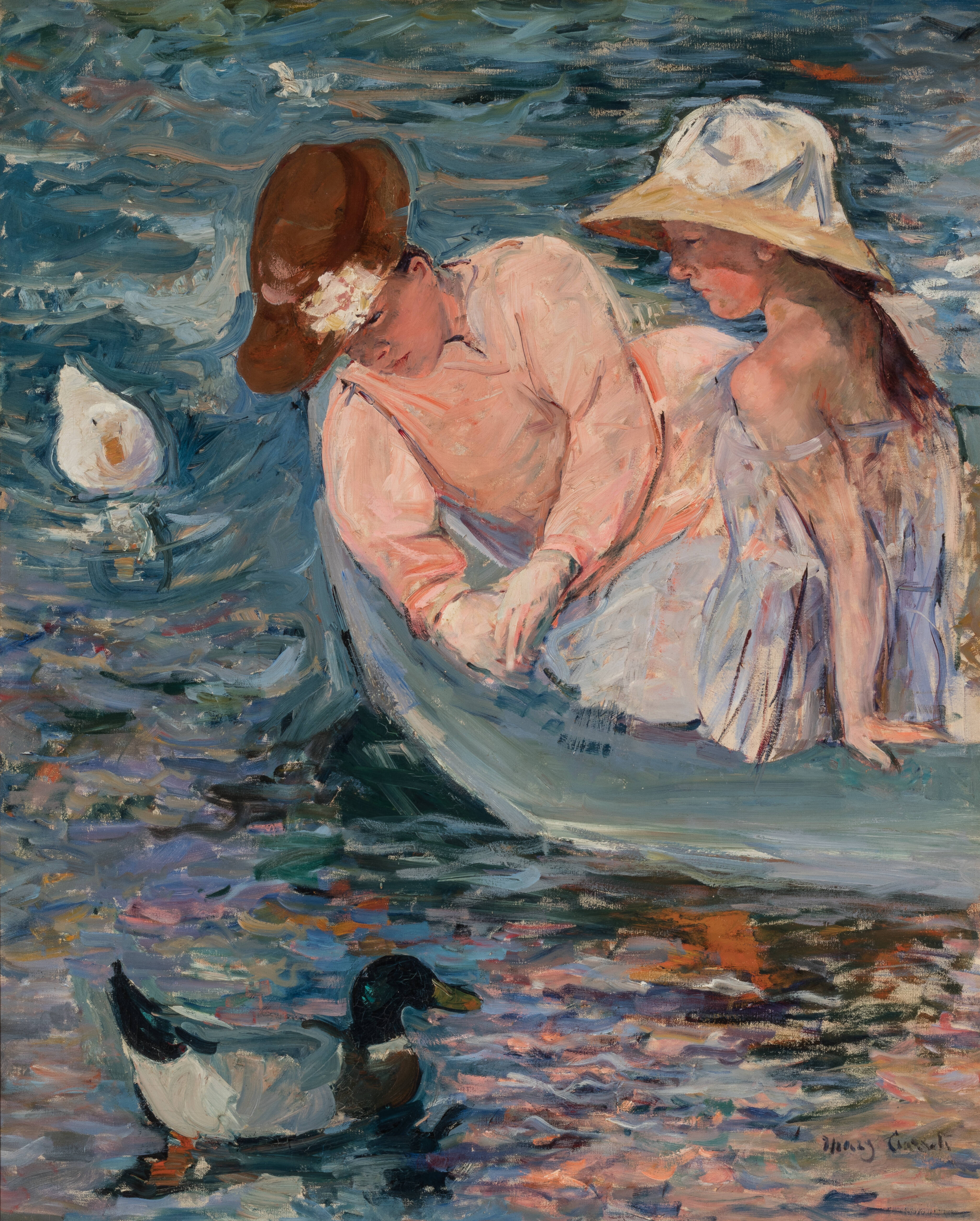
Mary Cassatt: Summertime
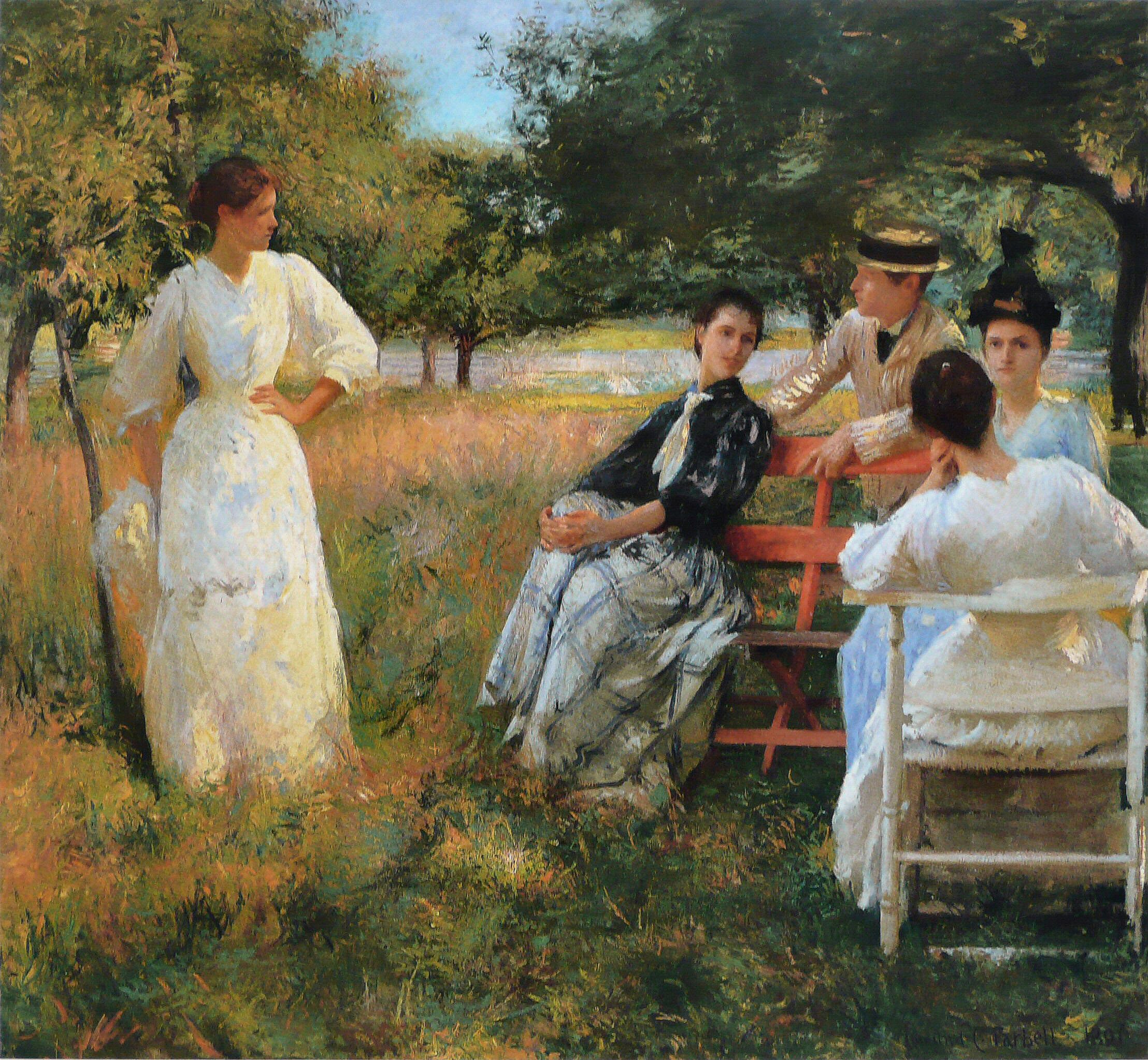
Edmund Charles Tarbell: In the Orchard
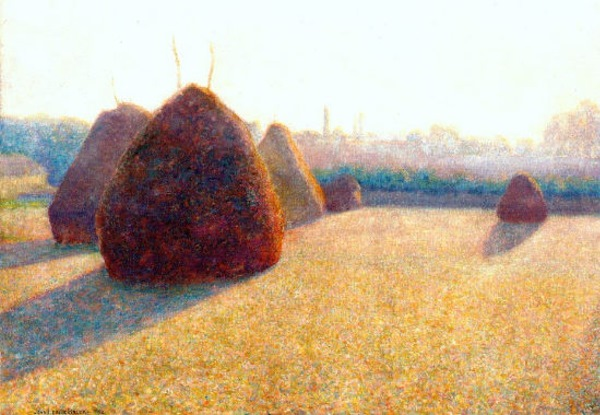
John Leslie Breck: Morning Fog and Sun

### Amerikanischer Realismus
Ende des 19. Jahrhunderts entwickelte sich in den Vereinigten Staaten eine neue Kunst, die sich vom Impressionismus distanzierte und in der Themenwahl sozialkritischer und in der Malweise deutlich grober erschien. Einige dieser Maler schlossen sich zu einer Künstlergruppe zusammen, die heute als Ashcan School bezeichnet wird. In der Sammlung Terra gibt es hierzu von Robert Henri die Straßenszene Street Corner in Paris, das Porträt eines farbigen jungen Sylvester und die Aktdarstellung Figure in Motion. Von Maurice Prendergast finden sich die Gesellschaftsszenen Evening on a Pleasure Boat, The Grand Canal, Venice und Salem Willows. Ähnliche Motive finden sich in Bal Bullier von William Glackens und Knitting for the Soldiers: High Bridge Park von George Luks. Hinzu kommen die sozialkritische Darstellung Slaves von Thomas Hart Benton oder das melancholische Motiv Clown with Drum von Walt Kuhn. Im Bereich der Landschaftsmalerei findet sich die Stadtansicht Brooklyn Bridge von Ernest Lawson, Cranberrying, Monhegan von Rockwell Kent und The Palisades von George Bellows. Weitere Werke sind die ländliche Architekturdarstellung Bucks County Barn von Charles Sheeler und das Landschaftsbild Sierra Madre at Monterrey sowie das Eisenbahnmotiv Dawn in Pennsylvania von Edward Hopper.

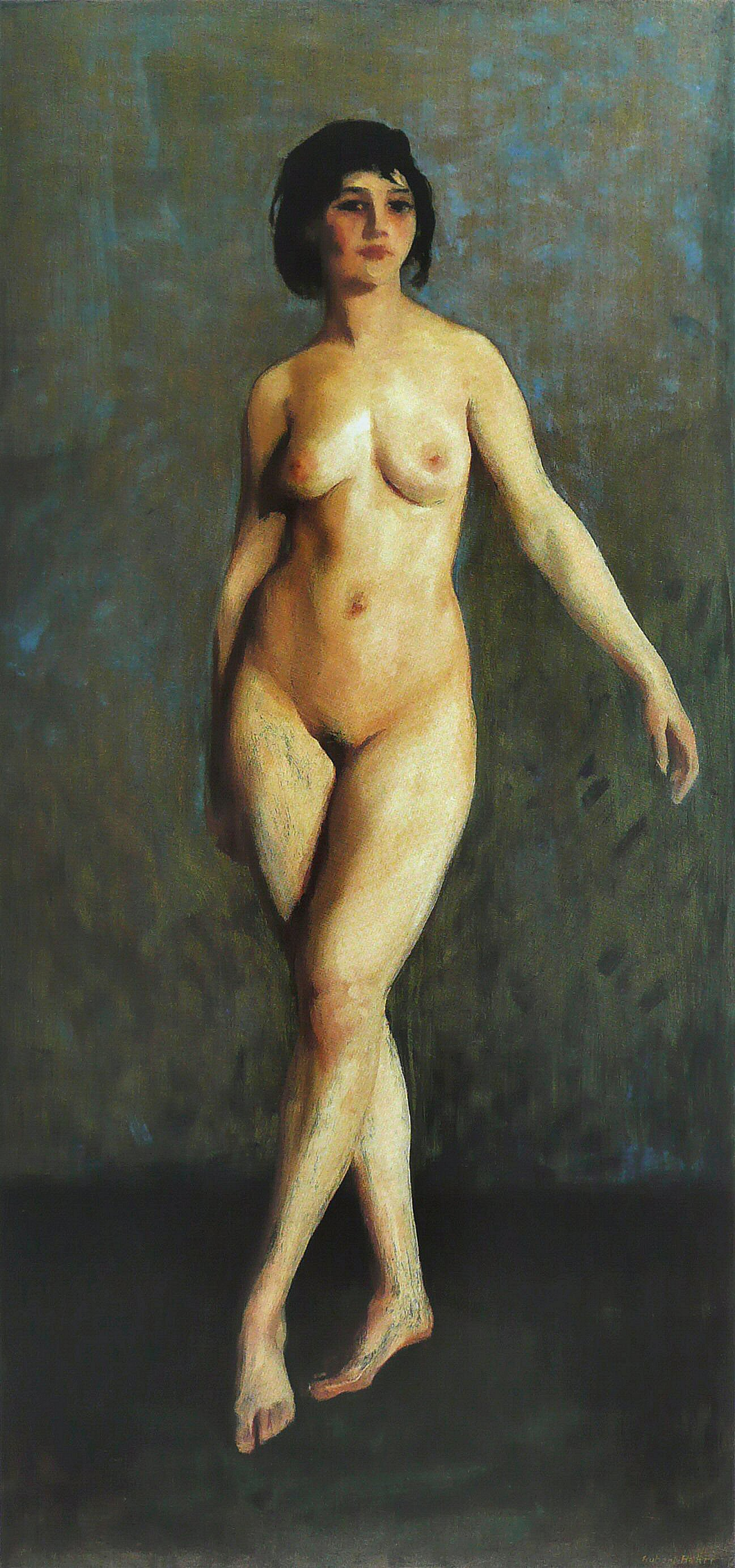
Robert Henri: Figure in Motion
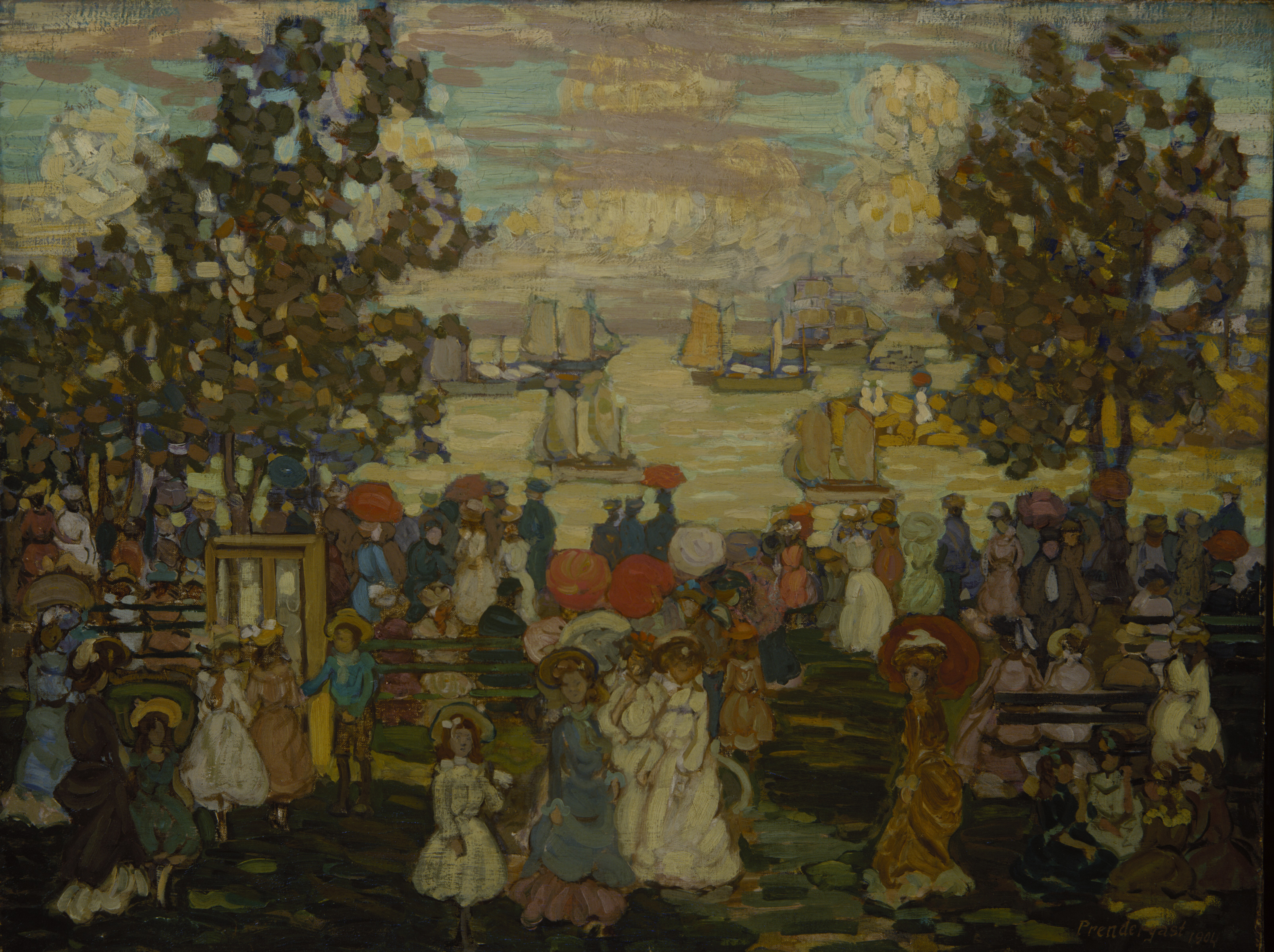
Maurice Prendergast: Salem Willows
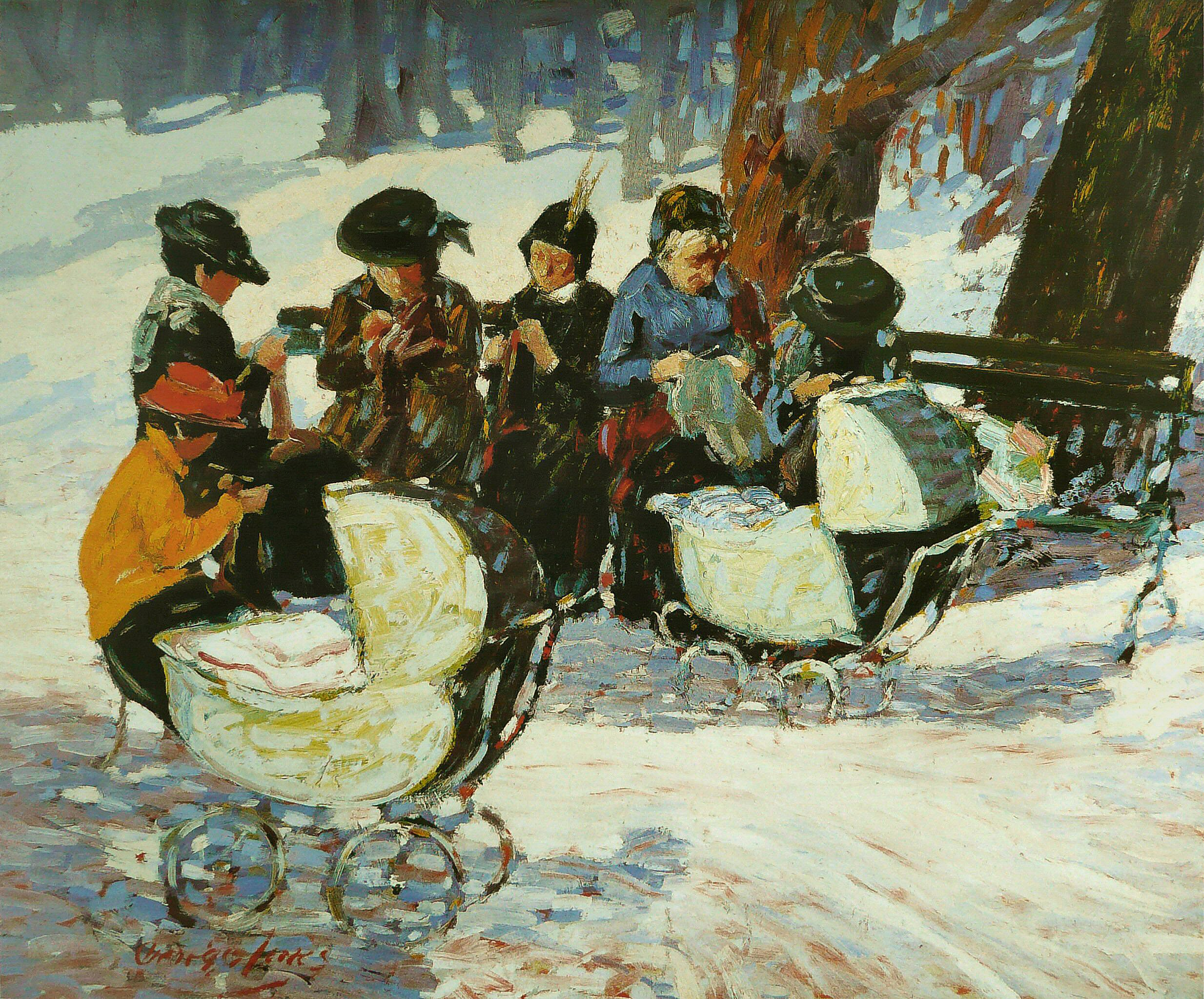
George Luks: Knitting for the Soldiers: High Bridge Park
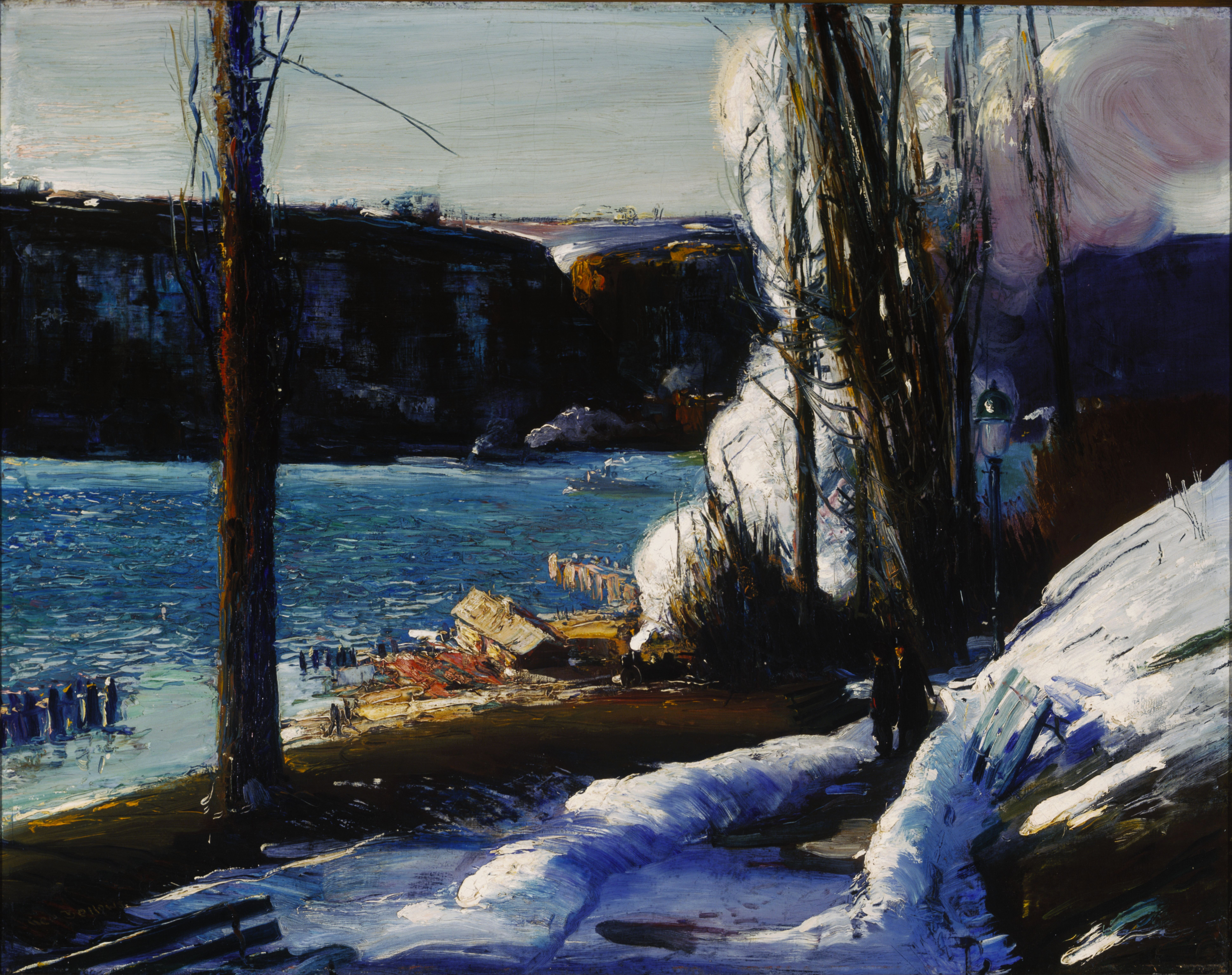
George Bellows: The Palisades

### Frühe moderne und abstrakte Malerei
In der Sammlung der Terra Foundation überwiegen gegenständliche Bilder, nur wenige Werke können der abstrakten Malerei zugeordnet werden. Es gibt hingegen eine Reihe von Gemälden mit stark reduzierter Formensprache. Hierzu gehört beispielsweise das Motiv Telegraph Poles with Buildings von Joseph Stella, bei der die Darstellung eines Telegrafenmasten durch Linien dominiert wird. An Muster der Volkskunst erinnert das Gemälde Painting No. 50 von Marsden Hartley, der hierzu deutsche Militärabzeichen als Vorlage benutzte. In Sails von Arthur Dove sind die namensgebenden Segel zwar erkennbar, können jedoch vor abstrahierten Hintergrund kaum einem Raum zugeordnet werden. In der Architekturansicht Welcome to Our City von Charles Demuth sind Gebäude klar zu definieren, der Hintergrund zeigt hingegen eine geometrische Formensprache. Weiterhin gibt es das vom Kubismus geprägte Bild Construction von Max Weber, moderne Interieurbilder wie Super Table von Stuart Davis und Adolescence von Milton Avery oder ein Blumenbild Red Amaryllis von Georgia O’Keeffe. Das 1970 entstandene Werk Topcat Boy von Ed Paschke steht für Werke der Nachkriegskunst und kann der Pop Art zugerechnet werden.

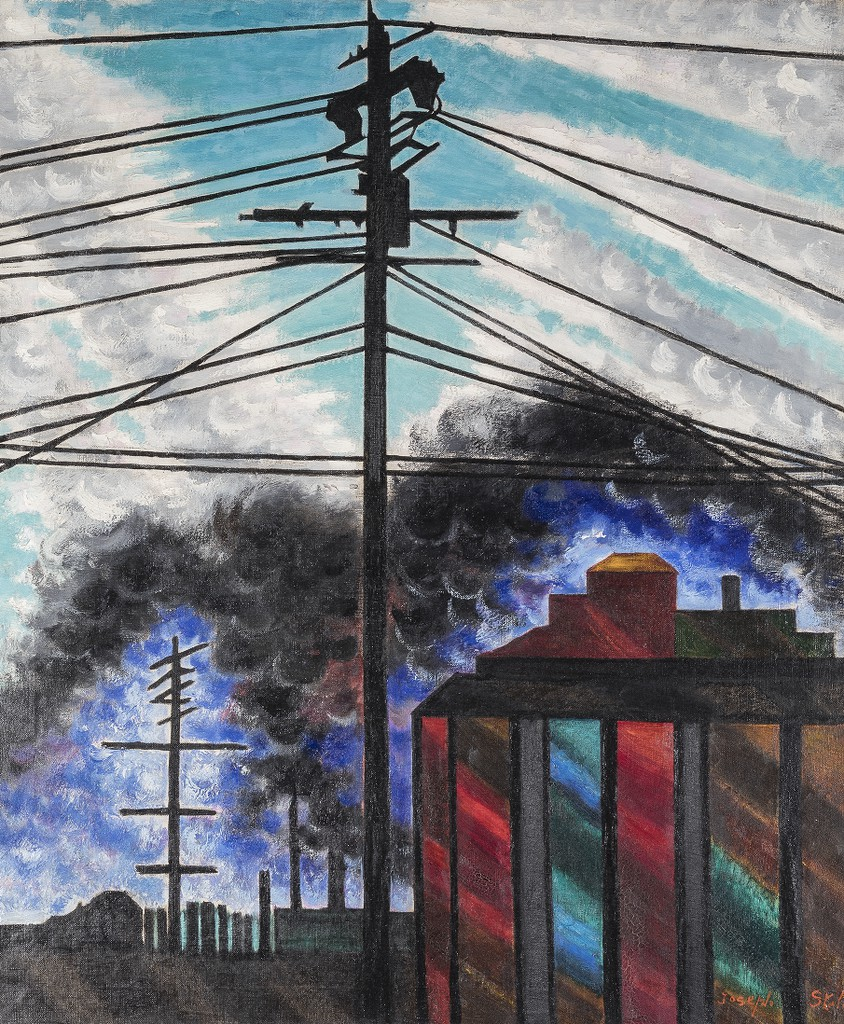
Joseph Stella: Telegraph Poles with Buildings
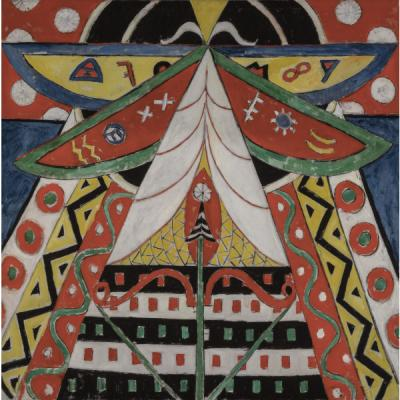
Marsden Hartley: Painting No. 50
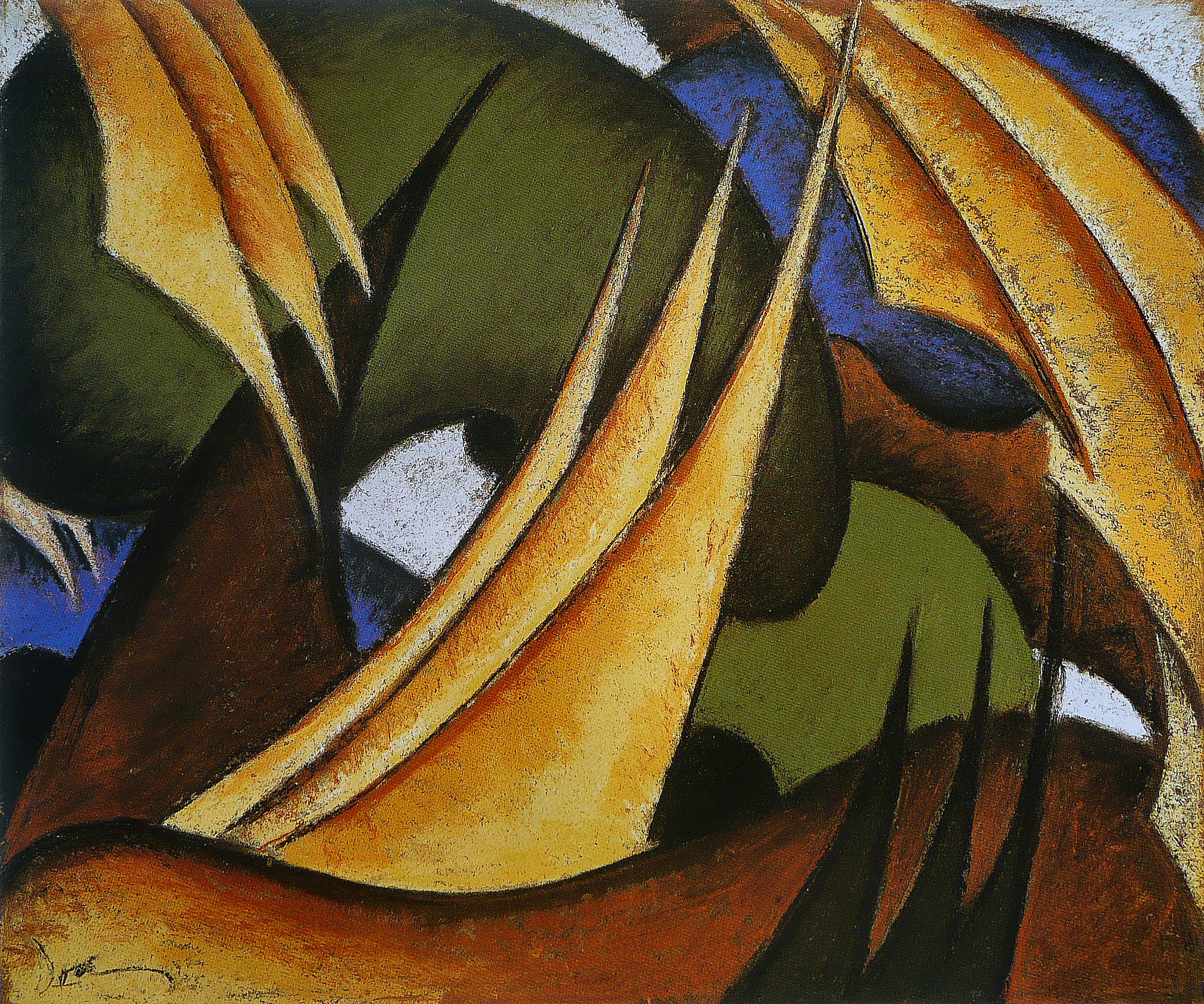
Arthur Dove: Sails
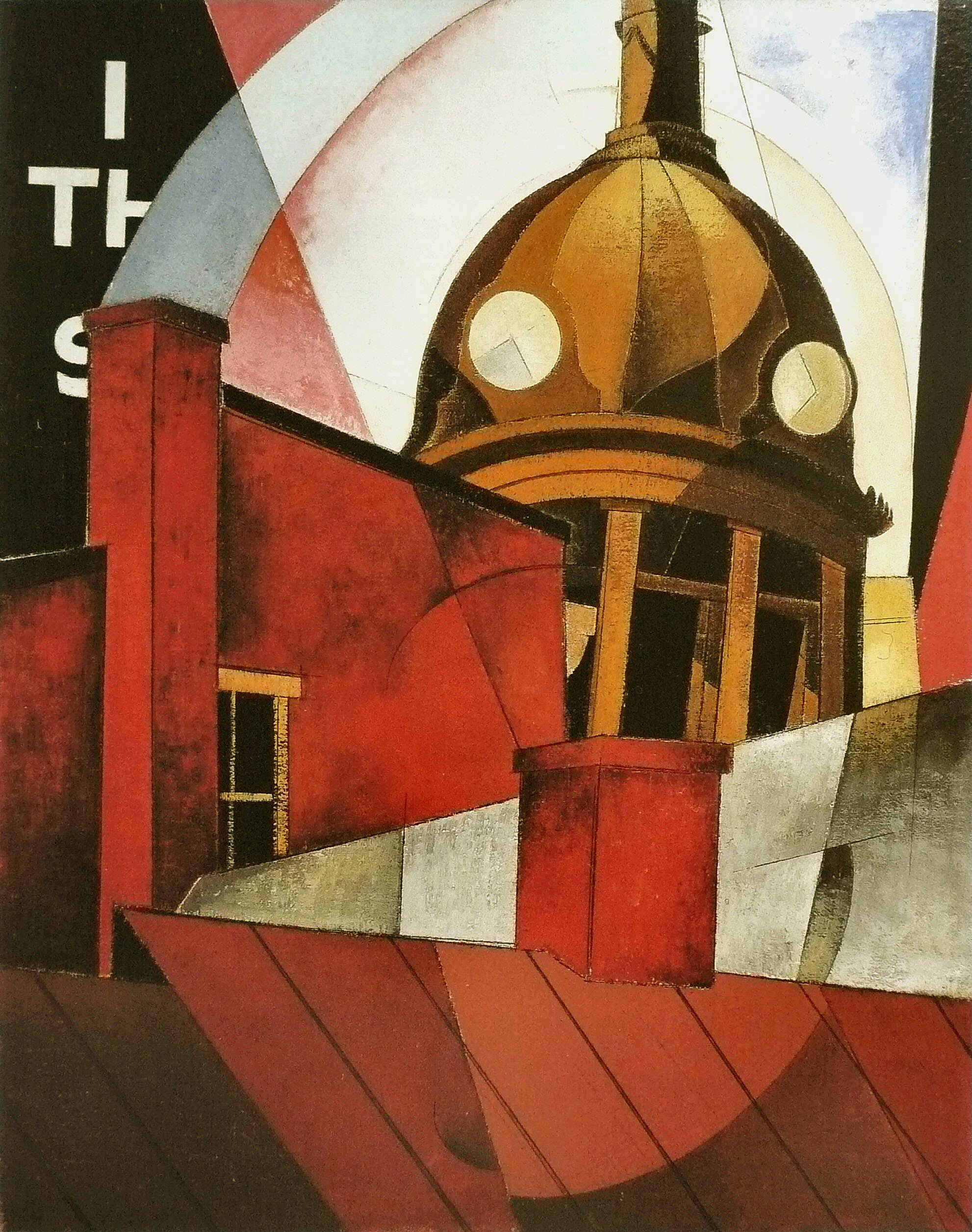
Charles Demuth: Welcome to Our City